# Sh2-58
Sh2-58 (également connue sous le nom de RCW 171) est une nébuleuse en émission visible dans la constellation de l'Écu.
Elle est située dans la partie ouest de la constellation, à environ 1° sud-ouest de l'étoile α Scuti. Elle s'étend pendant 8 minutes d'arc en direction d'une région de la Voie lactée fortement obscurcie par de denses nuages de poussière. La période la plus propice à son observation dans le ciel du soir se situe entre juin et novembre. N'étant qu'à 9° de l'équateur céleste, on peut l'observer indistinctement depuis toutes les régions peuplées de la Terre.
Il s'agit d'une région H II éloignée située sur le bord intérieur du bras du Sagittaire à une distance d'environ 2 470 pc (∼8 060 al), à environ 300 pc (∼978 al) de la région de l'association Sagittaire OB4. Cette nébuleuse serait associée au nuage moléculaire SYCSW 317, identifié par ses émissions à la longueur d'onde CO, et la source d'ondes radio [L89b] 23.115+0.556, coïncidant avec une région H II compacte. D'autres indications de phénomènes actifs de formation d'étoiles sont données par la présence de la source de rayonnement infrarouge RAFGL 5246S.
La zone du ciel dans laquelle Sh2-58 se trouve comprend le nuage voisin Sh2-57, dont il est apparemment séparé par la nébuleuse sombre LDN 446, et la grande superbulle connue sous le nom de Superbulle de l'Écu. Cependant les distances des objets individuels sont différentes les unes des autres et donc il n'y aurait pas de relation physique entre eux : Sh2-57 serait en fait à environ 1 500 pc (∼4 890 al) du système solaire, donc très proche, tandis que la superbulle serait faire partie du Bras Écu-Croix, étant à une distance d'environ 3 400 pc (∼11 100 al). Encore plus loin se trouverait le reste de la supernova W41.